# Arminas Narbekovas
Arminas Narbekovas   (Gargždai, 28 de gener de 1965) és un exfutbolista lituà de la dècada de 1990.
Fou 13 cops internacional amb la selecció lituana.
Pel que fa a clubs, defensà els colors de FK Žalgiris Vilnius, Lokomotiv Moscou, Austria Wien i VfB Admira Wacker Mödling.
Fou escollit Golden Player de la UEFA, com a millor jugador lituà dels passats 50 anys.